# 세라 에드먼드슨
세라 에드먼드슨(영어: Sarah Edmondson, 1977년 6월 22일 ~ )은 캐나다의 배우, 성우이다.
밴쿠버에서 태어났다.

## 출연 작품
- 시듀스드 바이 라이 (2010년)
- What Color Is Love? (2009)
- 킬러 헤어 (2009년)
- 호스틸 메이크오버 (2009년)
- 어 건 투 더 헤드 (2009년)
- 우아한 디너 (2008, Awkward)
- 카오스 이론 (2007년)
- 빅 낫씽 (2006년)
- 터미널 시티 (2005년)
- 이터널 리벤지 (1999년)